# عمارت ریونگ‌وانگ
پاویون ریونگ‌وانگ، چشم‌اندازی زیبا واقع در منطقه مرکزی پیونگ‌یانگ، کره شمالی است. این عمارت که در کرانه رودخانه تائدونگ واقع شده است، اولین بار در دوران سلسله گوگوریو با نام «عمارت سانسو» ساخته شد و بخشی از استحکامات شهر محصور پیونگ یانگ (به همراه دروازه تائدونگ و ناقوس پیونگ یانگ در همان نزدیکی) بود. این اثر در کره شمالی به عنوان گنجینه ملی شماره ۱۶ شناخته می‌شود. این مجموعه نزد مردم ارزش و محبوبیت زیادی دارد. این بنا یکی از هشت منظره دیدنی گوانسو محسوب می‌شود و از دوران باستان به عنوان یک مکان دیدنی شناخته شده است.

## تاریخچه
این عمارت اولین بار پس از تصرف پیونگ یانگ در جریان تهاجم تویوتومی هیدیوشی به کره در قرن شانزدهم، شهرت یافت. به دستور ژنرال کیم اونگ-سئو ، یک کیسنگ به نام گی ولهیانگ، فرمانده ژاپنی پیونگ یانگ، کونیشی هیدانوکامی، را در عمارت اغوا و به او مواد مخدر خوراند. سپس او ژنرال کیم را به نزد فرمانده خوابیده برد، جایی که او سر او را از تن جدا کرد. اگرچه کیم فرار کرد، اما کیه بعداً به دلیل نقشش در این توطئه اعدام شد. کیم اونگ سو بعداً در سال ۱۵۹۳ با کمک ارتش چینی سلسله مینگ برای آزادسازی پیونگ یانگ بازگشت و زیارتگاهی برای ولهیانگ در کنار عمارت ساخت (منطقه‌ای در مورانبونگ-گویوک که او در آن زندگی می‌کرد نیز به نام او نامگذاری شده است).
این عمارت در دوران سلسله گوریو به یک چشم‌انداز زیبا تبدیل شد و به موضوعی محبوب در میان شاعران و هنرمندان تبدیل شد. داستان معروفی نقل می‌کند که چگونه کیم هوانگ وون ، شاعر سلسله گوریو، پس از اینکه نتوانست کلماتی برای توصیف زیبایی منظره پیدا کند، قلم‌مو خود را شکست و گریست. این عمارت بعدها در دوران سلسله چوسون بازسازی شد و به دلیل چشم‌اندازهای مسلط بر رودخانه ته‌دونگ، به عمارت «ریونگ‌وانگ» تغییر نام داد. در سال ۱۸۳۵، زیارتگاه چوبی کوچک کیه ولهیانگ با یک نشان گرانیتی که میهن‌پرستی او را ستایش می‌کرد، جایگزین شد.
اگرچه این غرفه در جریان بمباران پیونگ یانگ توسط ایالات متحده در طول جنگ کره به شدت آسیب دید، اما اندکی پس از آن مرمت شد. کارهای مرمت انجام شده در دهه ۲۰۱۰ با همکاری صندوق پرنس کلاوس، مایکل اسپاور، اپراتور تبادل فرهنگی پکتو، و اداره ملی حفاظت از میراث فرهنگی کره شمالی انجام شد.